# Operación antiterrorista de Tiflis de 2017
La operación antiterrorista de Tiflis fue una redada especial contra un grupo terrorista supuestamente ligado a Estado Islámico llevada a cabo el miércoles 22 de noviembre de 2017 que dejó como resultado un policía muerto y tres terroristas abatidos.

## Desarrollo
Durante la mañana del 22 de noviembre de 2017, fuerzas especiales de seguridad lanzaron una operación antiterrorista contra un grupo que se encontraba atrincherado dentro de un apartamento en un barrio periférico de la ciudad de Tiflis. Cuando los agentes intentaron ingresar al lugar, los milicianos empezaron a disparar contra estos y realizando explosiones de supuestas granadas de mano. Todos los vecinos que viven en la zona aledaña al edificio donde los terroristas se encontraban fueron evacuados.
Luego del tiroteo y las explosiones, la policía logró entrar al apartamento y abatir a al menos 3 terroristas y al menos uno fue arrestado. Además, durante el tiroteo, 1 policía murió y otros 4 resultaron heridos.

## Investigaciones
Según las investigaciones preliminares, los supuestos terroristas estaban ligados al Estado Islámico y no eran de nacionalidad georgiana sino que eran extranjeros. Según una gencia de noticias de Georgia, el arrestado provino de Pankisi Gorge (una región georgiana con gran población étnica chechena) y que se habrían unido a grupos yihadistas en Siria. Entre los terroristas el checheno Achmed C. que, con su esposa supuestamente divorciada y sus cinco hijos, vivió durante años como refugiado en una casa subvencionada vienesa cobrando ayuda social.
El portavoz del Servicio de Seguridad, Nino Giorgobiani, dijo en un comunicado que “la investigación está en curso en Georgia y en el extranjero para establecer los vínculos de los terroristas”.
Más tarde, el 28 de noviembre, se había dado a conocer que en exlíder del Estado Islámico, Ajmed Chatayev (sospechoso de planear el atentado en el aeropuerto de Estambul de 2016 en el que murieron 45 personas) habría muerto durante la operación especial.

### Contexto
En Georgia no ha habido atentados importantes en el pasado reciente. Las autoridades georgianas asumen que alrededor de 50 ciudadanos georgianos se encuentran en Siria e Irak combatiendo con del Daésh.
Antes e inmediatamente después del conflicto militar ruso-georgiano en 2008, el gobierno de Tiflis acusó a las agencias de inteligencia rusas de organizar ataques.